# José Luís Guterres

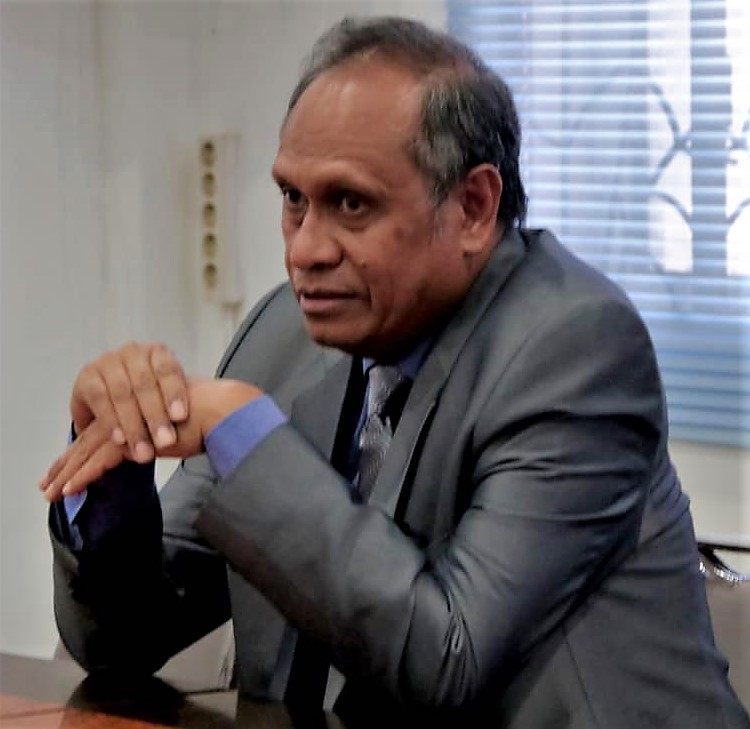
José Luís Guterres (2019)

José Luís Guterres (* 1. Januar 1954 in Uato-Lari, Portugiesisch-Timor) kurz Lugu, ist ein Politiker aus Osttimor. Von 2006 bis 2007 und vom 8. August 2012 bis zum 16. Februar 2015 war er Außenminister des Landes. Von 2019 bis 2020 war er Präsident der Autoridade da Região Administrativa Especial de Oecusse (ARAEO). Guterres ist Präsident der Partei Frenti-Mudança (FM).

## Ausbildung
Guterres studierte an der englischen University of Cambridge, an der University of the Western Cape in Südafrika, dem Malaysiainstitut für Diplomatie und Außenpolitische Beziehungen und dem Institut für Strategische und Internationale Studien in Portugal.

## Politischer Werdegang

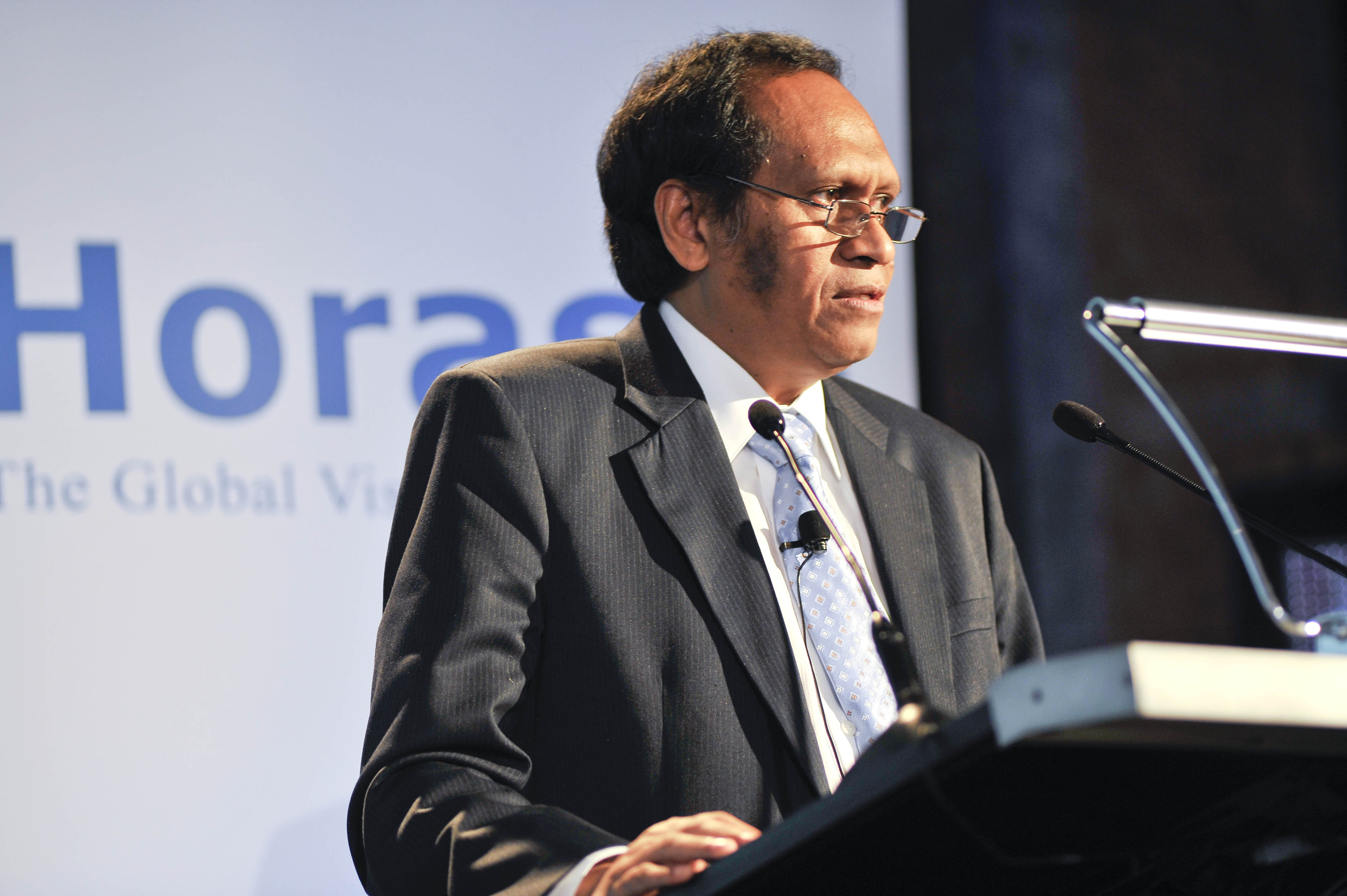
Guterres als stellvertretender Premierminister (2009)

Guterres war Mitglied des Zentralkomitees der FRETILIN (CCF), Osttimors größter Partei, die einen Großteil des Widerstands gegen die indonesische Besatzung organisierte. Während der Besatzungszeit lebte Guterres in Portugal, wo er mit anderen das Comité de Acção da FRETILIN (CAF) aufbaute. Später war er durch die FRETILIN auch Mitglied des Conselho Nacional de Resistência Timorense CNRT, des Dachverbandes der Parteien und Gruppen der osttimoresischen Unabhängigkeitsbewegung. Als Botschafter der nicht anerkannten Regierung des besetzten Landes diente Guterres in Angola, Mosambik und bei den Vereinten Nationen.
Nachdem 2002 die Unabhängigkeit Osttimors wieder hergestellt war, wurde Guterres zunächst bis 2003 stellvertretender Außenminister der Regierung. Außerdem war er Vertreter Osttimors auf dem Gipfel für Nachhaltige Entwicklung in Südafrika im August 2002 und Chef der osttimoresischen Delegation beim Ministerrat beim Treffen der CPLP in Brasilien und bei der ACP/EU-Konferenz in der Dominikanischen Republik im Juli 2002. Am 8. Mai 2003 wurde er der erste offizielle Botschafter Osttimors bei den Vereinten Nationen und den USA.
2006 brachen nach der Meuterei von fast der Hälfte der Soldaten des Landes Unruhen in Osttimor aus. Die FRETILIN-Regierung unter Marí Alkatiri war schließlich zum Rücktritt gezwungen. Für Alkatiri übernahm der parteilose José Ramos-Horta das Amt des Premierministers. Guterres hatte zuvor abgelehnt, Premier zu werden und wurde dafür Außenminister Osttimors anstelle von Ramos-Horta. Als Anführer der Gruppe FRETILIN Mudança (Reform-FRETILIN) scheiterte Guterres auf einem Parteitag 2006 bei dem Versuch, Alkatiri auch als Generalsekretär der FRETILIN zu stürzen.
Guterres blieb Außenminister bis zum 19. Mai 2007. Ramos-Horta hatte die Präsidentschaftswahlen vom 9. Mai 2007 gewonnen und trat daher am Tag vor seiner Vereidigung als neuer Staatspräsident als Premierminister zurück. Sein Nachfolger, der FRETILIN-Mann Estanislau da Silva, ein Verbündeter Alkatiris, übernahm Guterres nicht in die neue Regierung. Die Konfrontation der FRETILIN Mudança mit der eigenen Partei eskalierte nach den Parlamentswahlen am 30. Juni 2007, die für die FRETILIN mit dem Verlust der absoluten Mehrheit im Parlament Osttimors endeten, auch wenn sie trotzdem die stärkste Partei blieb. Alkatiri erwirkte gegen die Angehörigen der FRETILIN Mudança ein Parteiausschlussverfahren, da sie Wähler aufgefordert hatten, den Hauptkonkurrenten Xanana Gusmão vom Congresso Nacional da Reconstrução Timorense CNRT zu wählen. Der Aufforderung, die FRETILIN freiwillig zu verlassen, kamen die Reformer nicht nach. Guterres und die anderen wurden aus der FRETILIN ausgeschlossen.
Gusmão wurde nach den Wahlen als Führer der Koalition „Aliança da Maioria Parlamentar AMP“ mit der Regierungsbildung beauftragt. Überraschend ernannte er José Luis Guterres zum stellvertretenden Premierminister, was als Zeichen gewertet wurde, dass den Reformkräften in der FRETILIN eine Teilnahme an der Regierung ermöglicht werden sollte. Die FRETILIN selbst lehnte ein nachträgliches Angebot zur Beteiligung an der Regierung ab.
Ende September 2009 wurde Guterres von Sebastião Ximenes, dem osttimoresischen Ombudsmann, Korruption vorgeworfen. Ximenes legte dem Generalstaatsanwalt einen Bericht zur Untersuchung vor. Bevor er 2006 von seinem Posten als UN-Botschafter nach Osttimor zurückkehrte, soll Guterres seine Ehefrau Ana Maria Valerio zur Beraterin des UN-Botschafters ernannt und ihr Gehalt von einer einfachen Mitarbeiterin auf jenes einer Diplomatin erhöht haben. Guterres habe befürchtet, dass bei dem sonst niedrigen Gehalt seine Familie in New York auf der Straße gestanden hätte, falls er ohne neue Beschäftigung geblieben wäre. Valerio erhielt knapp 20.000 US-Dollar für drei Monate Arbeit. Laut dem Bericht des Ombudsmanns habe ihr aber dieses Gehalt nicht zugestanden, da sie keine osttimoresische Staatsbürgerin ist und auch nicht mindestens acht Jahre im Land gelebt hatte. Guterres betonte, der damalige Premierminister Ramos-Horta habe die  Entscheidung seinerzeit genehmigt, ebenso der Generalsekretär und der stellvertretende Außenminister. Er selbst habe nichts falsch gemacht. Ximenes wurde noch von der Alkatiri-Regierung eingestellt und steht der nun oppositionellen FRETILIN nahe. Nach mehreren ähnlichen Vorwürfen gegen verschiedene Mitglieder der Regierung warf Premierminister Gusmão Ximenes Befangenheit vor.

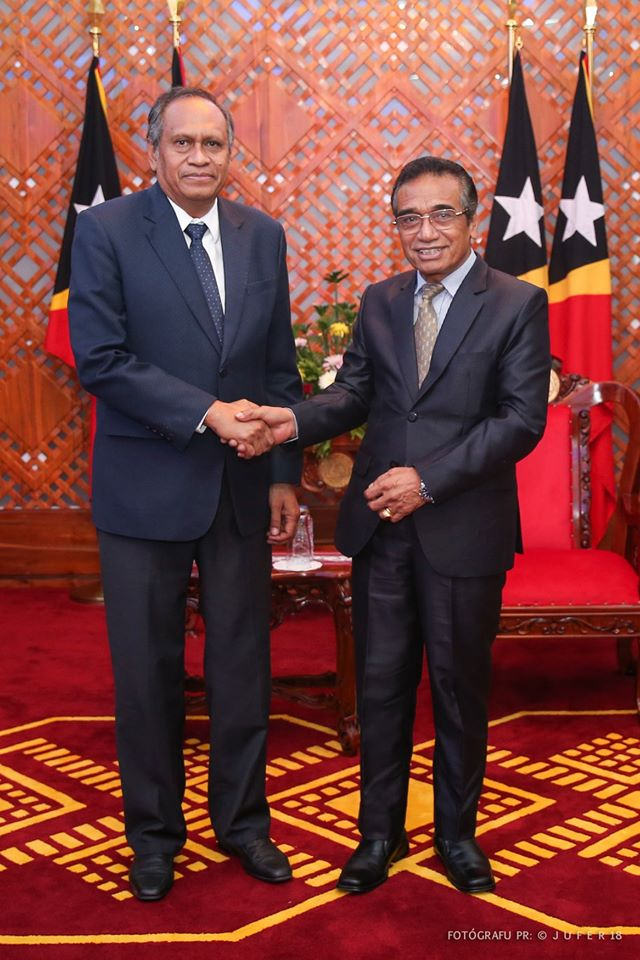
ARAEO-Präsident José Luís Guterres und Staatspräsident Francisco Guterres (2019)

Am 31. Juli 2010 wurde Guterres zum Präsidenten des Nationalen Olympischen Komitees (Comité Olímpico Nacional de Timor-Leste CONTL) gewählt. Dieses Amt hatte er bis 2013 inne.
Im September 2010 wurde Guterres wegen Amtsmissbrauch und Korruption von der Staatsanwaltschaft angeklagt und daraufhin von Premierminister Gusmão und dem Parlament von seinem Amt vorläufig suspendiert. Hintergrund waren die Vorwürfe bezüglich der Vergabe des hochdotierten Diplomatenpostens an die Ehefrau von Guterres. Guterres verwies darauf, dass seine Frau das Amt von der damaligen stellvertretenden Außenministerin Adaljíza Magno (FRETILIN) erhalten habe. 2011 ernannte Premierminister Gusmão Emília Pires zu seiner Vertreterin, während er vom 1. bis zum 11. März auf Dienstreise im Ausland war. José Luís Guterres sollte sich zunächst seiner Gerichtsverhandlung stellen. Das Verfahren verzögerte sich, da das Parlament die Immunität von Guterres noch nicht aufgehoben hatte. Dies geschah am 6. April. Am 9. Mai wurde Guterres durch das Gericht von den Anschuldigungen freigesprochen.
Am 28. April 2011 wurde die FRETILIN Mudança als eigenständige Partei registriert. Die Zulassung zu den Parlamentswahlen in Osttimor 2012 erfolgte schließlich im August nach der Umbenennung in Frenti-Mudança (FM). Bei den Präsidentschaftswahlen in Osttimor 2012 am 17. März trat Guterres als Kandidat an und scheiterte mit 1,99 % der Stimmen. Bei den Parlamentswahlen in Osttimor 2012 schaffte die Frenti-Mudança mit zwei Sitzen den Einzug ins Nationalparlament. Guterres verzichtete auf den Parlamentssitz, um in der Regierungskoalition mit CNRT und PD ab dem 8. August 2012 wieder Außenminister zu sein.
Bei der Regierungsumbildung 2015 verlor Guterres sein Amt als Außenminister. Sein Nachfolger wurde Hernâni Coelho. Guterres kehrte als Fraktionsvorsitzender der FM ins Nationalparlament zurück.
Auch die Präsidentschaftswahlen in Osttimor 2017 verliefen für Guterres nicht erfolgreich. Bei der Abstimmung am 20. März erhielt Guterres nur 2,62 % der Stimmen, bei den Parlamentswahlen am 22. Juli 2017 scheiterte die FM an der Vier-Prozent-Hürde und Guterres verlor sein Abgeordnetenamt.
Am 6. November 2019 nominierte der osttimoresische Ministerrat Guterres zum neuen Präsidenten der Autoridade da Região Administrativa Especial de Oecusse (ARAEO). Nach Kritik an seiner Amtsführung und der Verschiebung der Machtverhältnisse in der VIII. Regierung wurde Guterres am 10. Juni 2020 als Präsident entlassen.

## Familie
Guterres ist mit Ana Maria Valerio verheiratet und hat zwei Kinder. Seine Schwester Isabel Guterres ist seit 2012 Ministerin für Soziale Solidarität. Guterres ist zudem der Neffe von Leão Pedro dos Reis Amaral und Clementino dos Reis Amaral.